# Institut Santa Eulàlia
L'edifici de l'Institut Santa Eulàlia és un monument protegit com a bé cultural d'interès local al barri de Santa Eulàlia. És un edifici de planta rectangular, amb teulada a doble vessant, i dues torres quadrades, amb teulada a quatre vessants, als extrems. Les torres tenen una decoració de tipus classicista amb frontons decorant les finestres, fornícules als costats d'aquestes, motllures, el gran voladís de la teulada. La data del projecte de l'edifici és l'any 1936. A principis de la dècada del 1950, l'arquitecte Manuel Puig i Janer el va reformar.
Fou la seu del COPEM de l'Hospitalet, actualment Institut d'Ensenyament Secundari.